# Classic Sud Ardèche 2014
De 14e editie van de wielerwedstrijd Classic Sud Ardèche werd gehouden op 1 maart 2014. De renners reden 200 kilometer van Bourg-Saint-Andéol naar Ruoms. De wedstrijd maakte deel uit van de UCI Europe Tour 2014, in de categorie 1.1. De winnaar van 2013 was de Fransman Mathieu Drujon. Dit jaar won zijn landgenoot Florian Vachon.

## Deelnemende ploegen
| WorldTour               | ProContinentaal              | Continentaal              |
| ----------------------- | ---------------------------- | ------------------------- |
| AG2R-La Mondiale        | Bretagne-Séché Environnement | BigMat-Auber 93           |
| FDJ.fr                  | Cofidis                      | La Pomme Marseille        |
| Team Europcar           | Androni Giocattoli           | Rabobank Development Team |
| Belkin Pro Cycling      | Caja Rural-Seguros RGA       | Vérandas Willems          |
| BMC Racing Team         | Topsport Vlaanderen-Baloise  | Wallonie-Bruxelles        |
| Giant-Shimano           | Unitedhealthcare             |                           |
| Omega Pharma-Quick-Step | Wanty-Groupe Gobert          |                           |
| Trek Factory Racing     |                              |                           |

## Verloop
De wedstrijd werd gekleurd door een vluchtersgroep van vier man. José Gonçalves, Walt De Winter, Maxime Anciaux en Flavien Dassonville reden een maximale voorsprong van bijna elf minuten bij elkaar. Met name Omega Pharma-Quick-Step verzette aan kop van het peloton veel werk om het verschil kleiner te maken. Op ongeveer 35 kilometer van het einde volgde een hergroepering.
Een nieuwe aanval met onder meer Arthur Vichot, Pierrick Fédrigo en Rémy Di Grégorio had evenmin kans van slagen. De overwinning werd beslist in een grote groep, waar Florian Vachon over de snelste benen leek te beschikken.

## Rituitslag
| Classic Sud Ardèche 2014 |                        |                              |          |
| Plaats                   | Naam                   | Ploeg                        | Tijd     |
| Winnaar                  | Florian Vachon         | Bretagne-Séché Environnement | 5u14'35" |
| 2                        | Michał Gołaś           | Omega Pharma-Quick-Step      | z.t.     |
| 3                        | Philippe Gilbert       | BMC Racing Team              | z.t.     |
| 4                        | Romain Bardet          | AG2R-La Mondiale             | z.t.     |
| 5                        | Rémy Di Grégorio       | La Pomme Marseille           | z.t.     |
| 6                        | Cyril Gautier          | Europcar                     | z.t.     |
| 7                        | Jonathan Hivert        | Belkin Pro Cycling           | z.t.     |
| 8                        | Julián Arredondo       | Trek Factory Racing          | z.t.     |
| 9                        | Gianni Meersman        | Omega Pharma-Quick-Step      | z.t.     |
| 10                       | Pieter Serry           | Omega Pharma-Quick-Step      | z.t.     |
| 11                       | Julien Simon           | Cofidis                      | z.t.     |
| 12                       | Fabio Felline          | Trek Factory Racing          | z.t.     |
| 13                       | Domingos Gonçalves     | La Pomme Marseille           | z.t.     |
| 14                       | Bert-Jan Lindeman      | Rabobank Development Team    | z.t.     |
| 15                       | Sébastien Delfosse     | Wallonie-Bruxelles           | z.t.     |
| 16                       | Warren Barguil         | Giant-Shimano                | z.t.     |
| 17                       | Jean-Christophe Péraud | AG2R-La Mondiale             | z.t.     |
| 18                       | Mikaël Cherel          | AG2R-La Mondiale             | z.t.     |
| 19                       | Heiner Parra           | Caja Rural-Seguros RGA       | z.t.     |
| 20                       | Amets Txurruka         | Caja Rural-Seguros RGA       | z.t.     |

2001 · 
2002 · 
2003 · 
2004 · 
2005 · 
2006 · 
2007 · 
2008 · 
2009 · 
2010 · 
2011 · 
2012 · 
2013 · 
2014 · 
2015 · 
2016 · 
2017 · 
2018 · 
2019 · 
2020 ·
2021 ·
2022 · 
2023 · 2024 · 2025
Etappewedstrijden

 Ster van Bessèges ·
 Ronde van de Middellandse Zee ·
 Ruta del Sol ·
 Ronde van de Algarve ·
 Ronde van de Haut-Var ·
 Driedaagse van West-Vlaanderen ·
 Internationale Wielerweek ·
 Internationaal Wegcriterium ·
 Driedaagse van De Panne-Koksijde ·
 Ronde van de Sarthe ·
 Ronde van Trentino ·
 Ronde van Turkije ·
 Vierdaagse van Duinkerke ·
 Ronde van Azerbeidzjan ·
 Szlakiem Grodów Piastowskich ·
 Ronde van Castilië en León ·
 Ronde van Picardië ·
 Ronde van Noorwegen ·
 World Ports Classic ·
 Ronde van Beieren ·
 Ronde van België ·
 Tour des Fjords ·
 Ronde van Estland ·
 Ronde van Luxemburg ·
 Boucles de la Mayenne ·
 Ster ZLM Toer ·
 Ronde van Slovenië ·
 Route du Sud ·
 Ronde van Oostenrijk ·
 Sibiu Cycling Tour ·
 Ronde van Wallonië ·
 Ronde van Portugal ·
 Ronde van Denemarken ·
 Ronde van de Ain ·
 Ronde van Burgos ·
 Arctic Race of Norway ·
 Ronde van de Limousin ·
 Ronde van Poitou-Charentes ·
 Ronde van Groot-Brittannië ·
 Ronde van Gévaudan Languedoc-Roussillon ·
 Eurométropole Tour
Eendaagse wedstrijden

 GP La Marseillaise ·
 Grote Prijs van de Etruskische Kust ·
 Trofeo Palma ·
 Trofeo Ses Salines ·
 Trofeo Serra de Tramuntana ·
 Trofeo Platja de Muro ·
 Trofeo Laigueglia ·
 Ronde van Murcia ·
 Omloop Het Nieuwsblad ·
 Classic Sud Ardèche ·
 GP Lugano ·
 Clásica de Almería ·
 Kuurne-Brussel-Kuurne ·
 La Drôme Classic ·
 Le Samyn ·
 GP Città di Camaiore ·
 Strade Bianche ·
 Roma Maxima ·
 Ronde van Drenthe ·
 Dwars door Drenthe ·
 Nokere Koerse ·
 GP Nobili Rubinetterie ·
 Handzame Classic ·
 Classic Loire-Atlantique ·
 Grote Prijs van Cholet-Pays de Loire ·
 Dwars door Vlaanderen ·
 Route Adélie de Vitré ·
 Volta Limburg Classic ·
 Grote Prijs Miguel Indurain ·
 Ronde van La Rioja ·
 Scheldeprijs ·
 GP Cerami ·
 Klasika Primavera ·
 Parijs-Camembert ·
 Brabantse Pijl ·
 GP Denain ·
 Ronde van de Finistère ·
 Tro Bro Léon ·
 Ronde van Keulen ·
 La Roue Tourangelle ·
 Rund um den Finanzplatz Eschborn-Frankfurt ·
 Ronde van de Somme ·
 ProRace Berlin ·
 Grote Prijs van Plumelec ·
 Boucles de l'Aulne ·
 Ronde van Zeeland Seaports ·
 GP Kanton Aargau ·
 Ronde van Limburg ·
 Ronde van de Apennijnen ·
 Halle-Ingooigem ·
 Prueba Villafranca de Ordizia ·
 GP Industria & Artigianato-Larciano ·
 Ronde van Toscane ·
 Circuito de Getxo ·
 Polynormande ·
 RideLondon Classic ·
 GP Stad Zottegem ·
 Arnhem-Veenendaal Classic ·
 Châteauroux Classic de l'Indre ·
 Druivenkoers Overijse ·
 Brussels Cycling Classic ·
 GP Fourmies ·
 Ronde van de Doubs ·
 GP Jef Scherens ·
 Coppa Bernocchi ·
 GP van Wallonië ·
 Coppa Agostoni ·
 Ronde van de Drie Valleien ·
 Kampioenschap van Vlaanderen ·
 Grote Prijs Impanis-Van Petegem ·
 Memorial Marco Pantani ·
 GP Industria & Commercio di Prato ·
 GP van Isbergues ·
 Omloop van het Houtland ·
 Duo Normand ·
 Milaan-Turijn ·
 Ronde van het Münsterland ·
 Ronde van de Vendée ·
 Memorial Frank Vandenbroucke ·
 Coppa Sabatini ·
 Parijs-Bourges ·
 Ronde van Emilia ·
 Parijs-Tours ·
 GP Beghelli ·
 Nationale Sluitingsprijs ·
 Chrono des Nations